# スピロ予想
数論において、スピロ予想 (Szpiro's conjecture) は、楕円曲線の導手と判別式との間の関係について述べた予想であり、ABC予想と深い関係にある。この予想の名前は、1980年代にこれを定式化した リュシアン・スピロ（英語版）に由来する。

## 言明
任意の ε > 0 に対し、定数 C (ε) が存在して、有理数体 Q 上定義された全ての楕円曲線 E に対して、E の極小判別式を Δ で、導手を f で表すと、
{\displaystyle \vert \Delta \vert \leq C(\varepsilon )\cdot f^{6+\varepsilon }}
が成り立つ。
以上は有理数体における主張であるが、一般の代数体Ver.や関数体Ver.もある。関数体Ver.は、Szpiro の定式化のずっと以前に小平邦彦によって発見されており、その証明は易しい。

## ABC予想との関係
スピロ予想より強い以下の主張がABC予想と同値である。
任意の ε > 0 に対し、定数 C (ε) が存在して、有理数体 Q 上定義された全ての楕円曲線 E に対して、
{\displaystyle \max\{\vert c_{4}\vert ^{3},\vert c_{6}\vert ^{2}\}\leq C(\varepsilon )\cdot f^{6+\varepsilon }}
が成り立つ。ここに、c4, c6 は楕円曲線 E のよく知られた不変量である。
一般に 1728Δ = c43 - c62 であるから、上記の主張から通常のスピロ予想は簡単に導かれる。
通常のスピロ予想は、少し弱いVer.のABC予想と同値である。